# 陸奥下村藩
陸奥下村藩（むつしもむらはん）は、陸奥国（後の岩代国）信夫郡下村（現在の福島県福島市佐倉下）に陣屋を構え、周辺を支配した藩。

## 藩史
天明7年（1787年）10月、老中田沼意次が失脚して隠居謹慎処分となった後、田沼家の家督は意次の孫（暗殺された田沼意知の子）の田沼意明が継いだ。意次は遠州相良藩5万7000石を領していたが、処罰により1万石に減移封された上で、下村藩を立藩することとなった。田沼家はその後、意明から弟の意壱と意信、意次の弟の孫（別家の旗本家として続いていた）の意定へと継がれ、文化元年（1804年）第5代藩主として意知の弟の田沼意正が就く。意正はかつては水野忠徳と名乗り、老中水野忠友の養子となっていたが、父の失脚に伴ってその養子縁組を解消されていた。しかし、文政元年（1818年）に忠友の跡を継いだ水野忠成が老中になると、意正も若年寄に抜擢され、幕政に参与した。
文政6年（1823年）、忠成や将軍徳川家斉の計らいもあって、意正は意次時代の旧領の相良へ再び移されることとなり、下村藩は廃藩となった。田沼家が再び相良へ戻ることには幕閣の多くが反対したが、家斉はかつて意次が自身の将軍就任に協力したこと、意正自身に見所があったこと、さらに意次の名誉回復の意味もあって、反対を押し切ったと言われている。

## 歴代藩主
田沼家
譜代 1万石
1. 田沼意明
2. 田沼意壱
3. 田沼意信
4. 田沼意定
5. 田沼意正